# Municipio de Logan (condado de Clinton)
El municipio de Logan (en inglés: Logan Township) es un municipio ubicado en el condado de Clinton en el estado estadounidense de Pensilvania. En el año 2000 tenía una población de 773 habitantes y una densidad poblacional de 12,4 personas por km².

## Geografía
El municipio de Logan se encuentra ubicado en las coordenadas 40°58′30″N 77°30′00″O / 40.97500, -77.50000.

## Demografía
Según la Oficina del Censo en 2000 los ingresos medios por hogar en la localidad eran de $31,389 y los ingresos medios por familia eran de $34,688. Los hombres tenían unos ingresos medios de $28,250 frente a los $19,167 para las mujeres. La renta per cápita de la localidad era de $13,939. Alrededor del 11,9% de la población estaba por debajo del umbral de pobreza.